# António Félix da Costa
António Maria de Mello Breyner Félix da Costa (Lisbona, 31 agosto 1991) è un pilota automobilistico portoghese, vincitore della Formula Renault 2.0 Northern European Cup nel 2009 e del Gran Premio di Macao nel 2012 e nel 2016. Attualmente corre in Formula E col team DS Techeetah con cui si è laureato campione nell'edizione 2019-2020. Col team Jota Sport ha vinto la 24 Ore di Le Mans 2022 nella classe LMP2.
È fratellastro di Duarte Félix da Costa, anch'egli pilota automobilistico.

## Carriera

### Kart e Formule Minori
da Costa comincia la sua carriera sui Kart nel 2002, e ci corre fino al 2007 dopo aver vinto, nel 2006 il campionato portoghese Junior.
Debutta nelle monoposto, nello specifico nella Formula Renault 2.0 NEC nel 2008. Riesce a terminare secondo in classifica generale e a vincerla nella successiva stagione 2009.
Nel 2010 debutta nella F3 Euro Series, giungendo settimo, e partecipa a 4 gare della GP3 Series. Corre la sua prima stagione completa di GP3 nel 2011 con la Status Grand Prix. Riesce a vincere la gara sprint di Monza e si classifica tredicesimo in campionato.
Nel 2012 passa al team Carlin, e riesce a piazzarsi al terzo posto finale, vincendo tre gare. Nella stessa stagione entra a far parte del Red Bull Junior Team e vince il Gran Premio di Macao, che vincerà nuovamente nel 2016
Nel 2013 ripete il terzo posto in classifica, ma passando alla Formula Renault 3.5 Series e copre il ruolo di collaudatore per la Red Bull Racing in Formula 1, mantenendolo anche per il 2014.

### DTM
Nel 2014 debutta nel DTM, terminando in ventunesima piazza con soli 6 punti. Prosegue nella categoria anche nel 2015 ottenendo una vittoria, e nel 2016, stagione in cui non va oltre il diciassettesimo posto in classifica generale.

### Formula 1
Nel 2010 diviene collaudatore per la Force India, dopo una stagione di assenza dal circus, nel 2012 viene ingaggiato dalla Red Bull squadra campione del mondo in carica piloti e costruttori, offrendogli il ruolo di collaudatore.

### Formula E

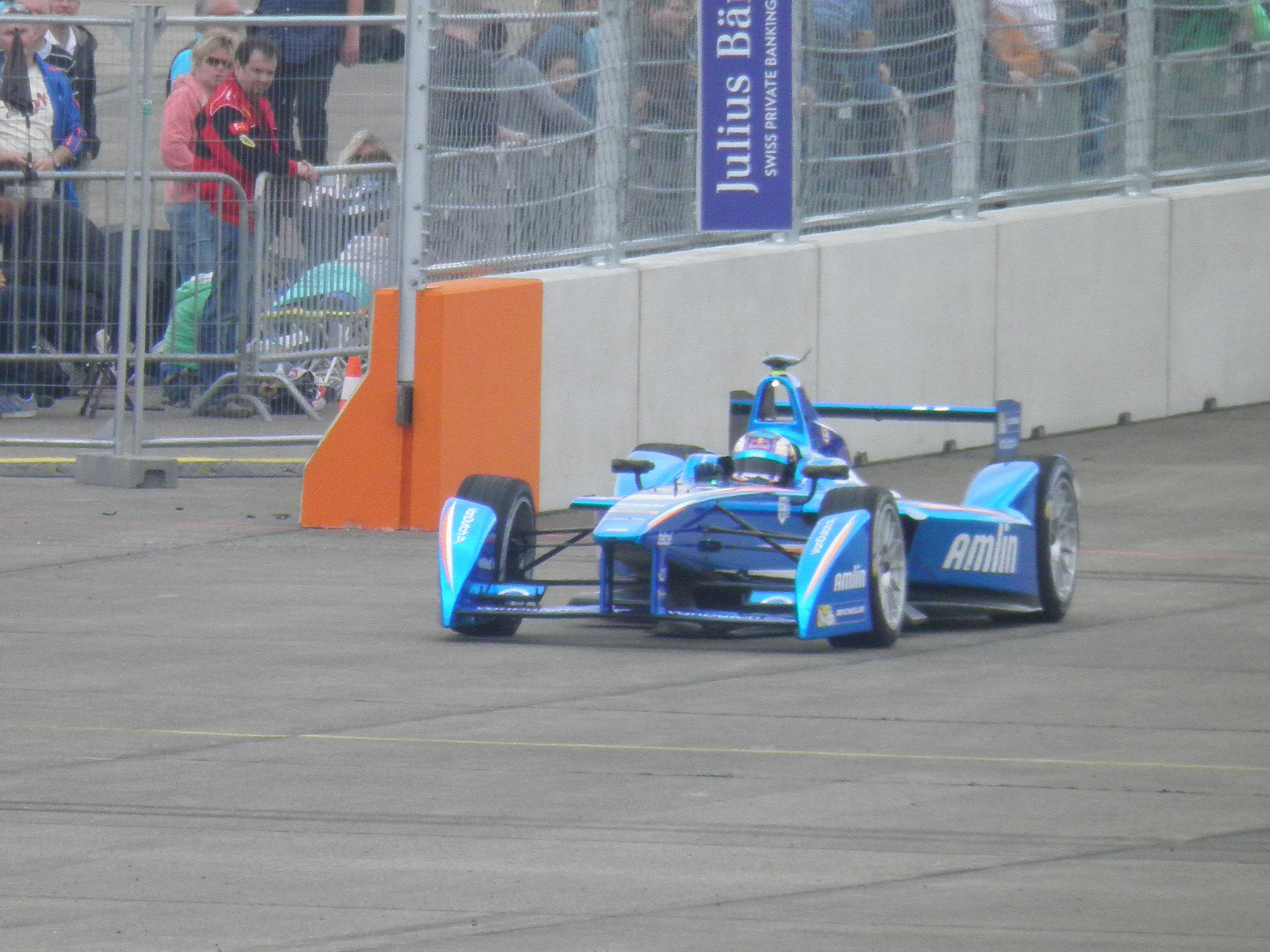
Da Costa in Formula E.

#### Team Aguri
Félix da Costa esordisce in Formula E durante la seconda gara della stagione 2014-2015 con il team Team Aguri. Il portoghese vince a sorpresa E-Prix di Buenos Aires davanti al francese Nicolas Prost. La stagione successiva viene confermato dal team giapponese. Durante la stagione non riesce a ritornare sul podio e finisce 13º in classifica.

#### Andretti Formula E Team
Nella stagione 2016-2017 passa al team statunitense Andretti Formula E Team. la stagione si rivela essere la sua peggiore da quando corre in Formula E, con appena 10 punti conquistati durante l'anno, grazie ad un quinto posto nella gara inaugurale.
Nella stagione successiva resta al Team Andretti e comincia la stagione con un sesto posto. Ottiene altri tre piazzamenti a punti nell'arco della stagione e termina al 15º posto in classifica generale.
Nella quinta stagione della categoria Da Costa viene confermato dal Team Andretti, che nel frattempo inizia una collaborazione con la BMW, cambiando nome in BMW i Andretti Motorsport. Nella gara inaugurale, a Dirʿiyya, ottiene la prima pole nella categoria e riesce a vincere la gara, approfittando delle penalità alle due Techeetah, che occupavano la prima e seconda posizione. Dopo due ritiri conquista un altro podio (2º posto) nel E-Prix di Città del Messico. Le ultime due gare della stagione si svolgono a New York, nella prima centra il suo quinto podio nella categoria e nella seconda un sesto posto, questi risultati lo portano al sesto posto in classifica piloti.

#### DS Techeetah
Nella stagione 2019-2020 Felix cambia team passa alla DS Techeetah dove trova il campione in carica Jean-Éric Vergne. Il primo podio con il nuovo team arriva a Santiago del Cile e si ripete la gara successiva arrivando ancora secondo in Messico. La prima vittoria stagionale arriva nel E-Prix di Marrakech davanti a Maximilian Günther e al suo compagno di team Vergne. Le sei gare finali vengono disputate tutte a Berlino causa Pandemia di COVID-19, il portoghese vince due gare e arriva secondo in gara 4 e si laurea campione di Formula E.

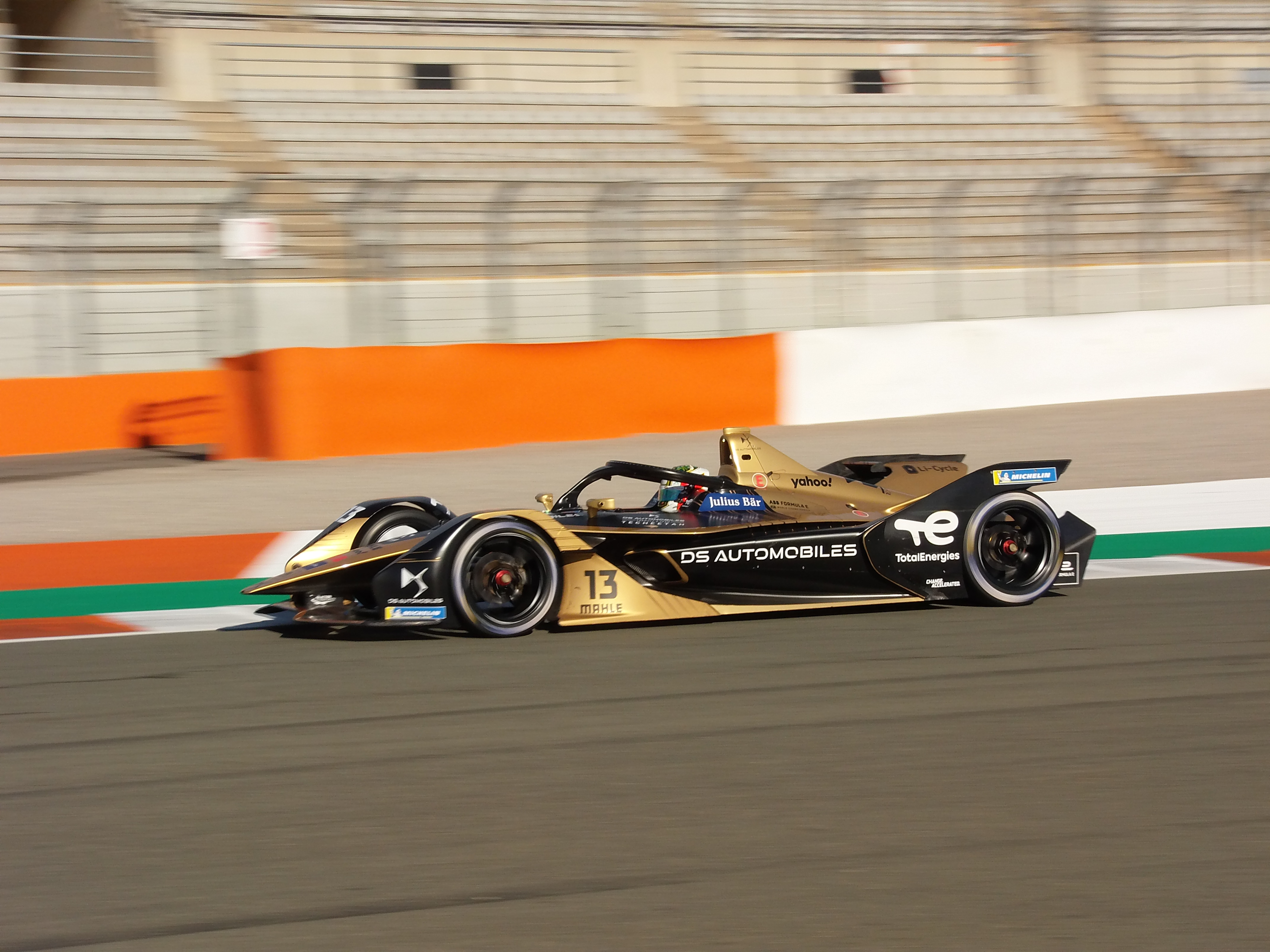
António Félix da Costa durante i test nel 2021

La stagione seguente viene confermato dal team insieme al suo compagno Vergne. Nella seconda gara del E-Prix di Dirʿiyya da Costa conquista un terzo posto, il suo primo podio stagionale. Nel E-Prix di Monaco, svolto per la prima volta con il layout originale, arriva la sua prima vittoria stagionale superando all'ultimo giro Robin Frijns. Torna a podio nella seconda gara del E-Prix di New York e risale la classifica fino al secondo posto. Nelle quattro gara finali conquista pochi punti e chiude ottavo in classifica finale.
Da Costa, nel novembre del 2021 viene confermato dal team DS Techeetah per la stagione 2021-2022. La stagione è più complicata del previsto, il primo podio stagionale arriva solo alla decima gara, nel E-Prix di Marrakech dove chiude secondo dopo essere partito in Pole position. La sua prima vittoria stagionale arriva nella seconda gara del E-Prix di New York. Nel resto della stagione ottiene altri quattro piazzamenti a punti e chiude ottavo in classifica piloti.

#### TAG Heuer Porsche

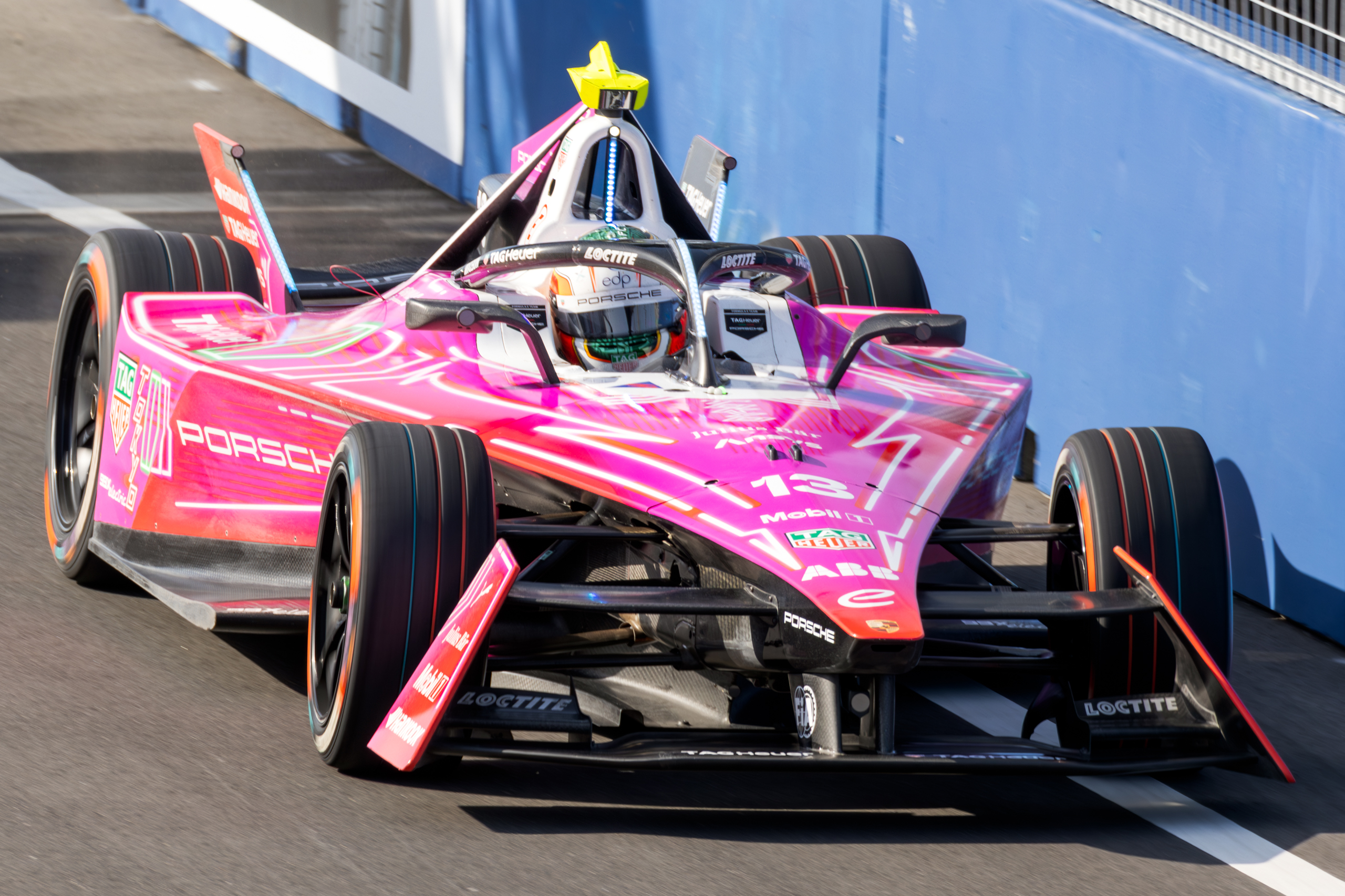
Da Costa a Tokio nel 2024.

Dalla stagione 2022-2023 Da Costa lascia il DS Techeetah per passare alla TAG Heuer Porsche, dove trova Pascal Wehrlein come compagno di team. Félix dopo le prime tre corse con deludenti risultati, nell'E-Prix di Hyderabad ottiene il terzo posto e nell'E-Prix successivo, a Città del Capo ottiene la sua prima vittoria con il nuovo team, dopo una gara in rimonta superando al penultimo giro Jean-Éric Vergne. Da Costa deve aspettare sei corse per tornare a podio che arriva nel E-Prix di Portland conquistando il terzo posto dietro Nick Cassidy e Jake Dennis. Chiude la sua prima stagione con la Porsche al nono posto. 
Nella stagione seguente rimasto con la Porsche non ottiene grandi risultati nella prima parte della stagione. Le cose cambiano nell'E-Prix di Berlino dove ottiene la sua prima vittoria stagionale. Da quel momento ottiene altre tre vittorie risalendo in classifica fino al sesto posto. 
Da Costa viene confermato anche per la stagione 11 insieme al suo compagno di team, Pascal Wehrlein.

### WEC e 24 ore di Le Mans
Nel 2018 esordisce nel Campionato del mondo endurance nella classe GT Pro alla guida della BMW M8 GTE. Dal 2019 passa alla classe LMP2 con il team Jota Sport. Da Costa insieme a Anthony Davidson e Roberto González vince la 4 Ore di Shanghai e chiude secondo nella 24 Ore di Le Mans 2020 e nella 8 ore del Bahrain finendo così terzo in classifica piloti.
Da Costa viene confermato dal team britannico per correre la 24 Ore di Le Mans 2021 e l'intero Campionato del mondo endurance insieme a Davidson e González. L'equipaggio vince la 8 Ore di Portimão chiudendo per la seconda volta al terzo posto in classifica.

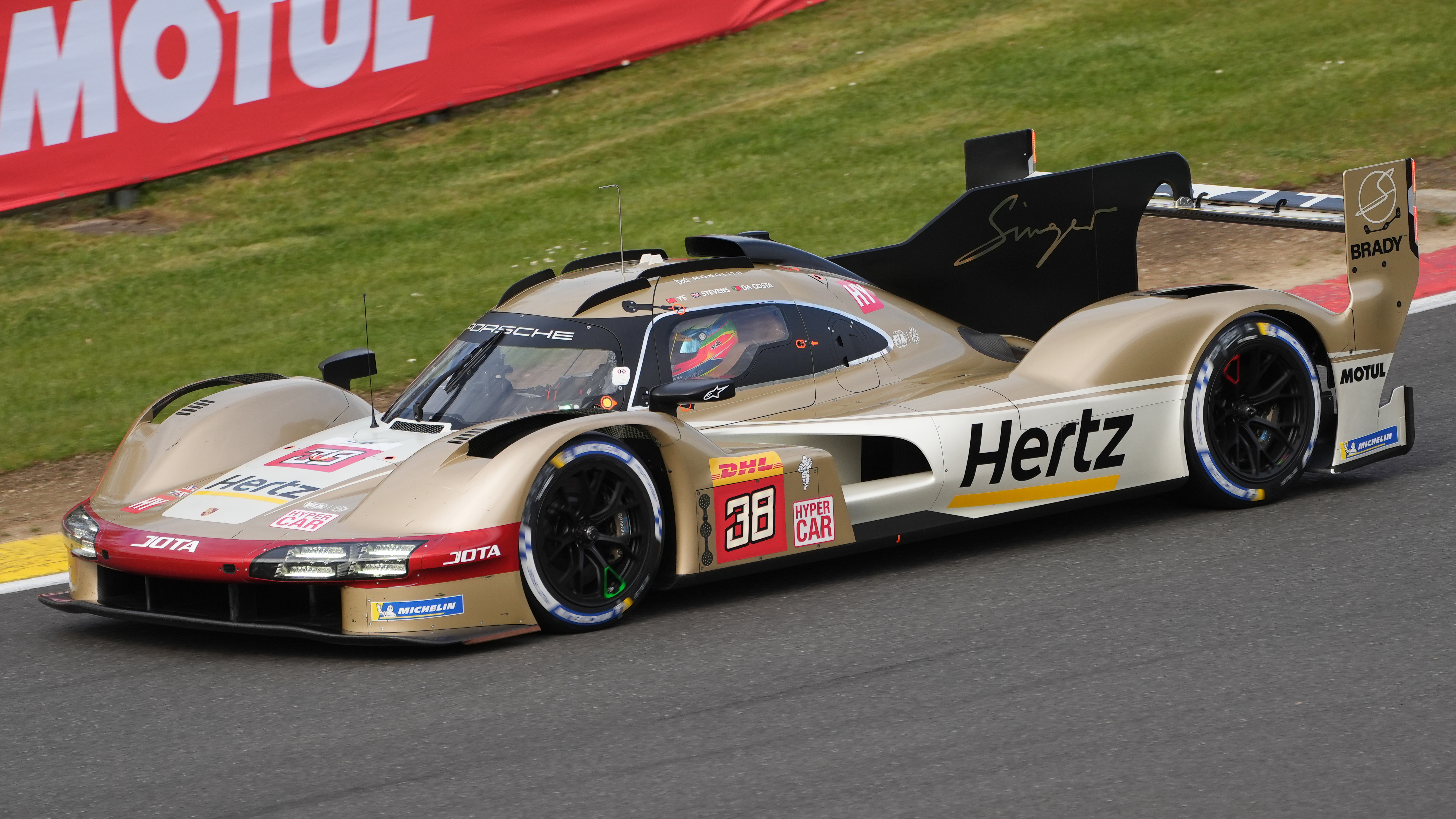
da Costa con la Porsche 963 durante la 6 ore di Spa 2023

L'anno seguente continua con il team Jota nel WEC. Insieme a Roberto González e Will Stevens chiudono terzi nella 6 Ore di Spa-Francorchamps e vincono la 24 Ore di Le Mans nella classe LMP2. Nel resto della stagione ottiene due secondi posti e un terzo posto nell'ultima gara che porta l'equipaggio a vincere il campionato nella classe LMP2.
Per la stagione 2023 del WEC, il team Jota Sport diventa team cliente della Porsche, avendo così possibilità di gareggiare nella classe Hypercar con la nuova 963. Da Costa viene confermato dal team insieme a Will Stevens e Ye Yifei. L'equipaggio esordisce nella 6 Ore di Spa, dove ottengono il sesto posto assoluto. 
Nel ottobre del 2023, Da Costa ha confermato che nel 2024 non parteciperà al WEC per concertarsi solo sulla Formula E.
Nel 2025 prenderà parte alla 24 Ore di Daytona con la Oreca LMP2 07 di Inter Europol Competition. 

## Risultati sportivi

### Riassunto della carriera
| Stagione | Campionato                                        | Squadra                          | Gare         | Vittorie     | Pole         | G/V          | Podi         | Punti        | Pos          |
| -------- | ------------------------------------------------- | -------------------------------- | ------------ | ------------ | ------------ | ------------ | ------------ | ------------ | ------------ |
| 2008     | Formula Renault UK Winter Series                  | CRS Racing                       | 4            | 0            | 0            | 0            | 1            | N.A.         | N.C.†        |
| 2008     | Formula Renault 2.0 Portugal Winter Series        | Motopark Academy                 | 2            | 0            | 0            | 0            | 0            | 4            | 17º          |
| 2008     | Eurocup Formula Renault 2.0                       | Motopark Academy                 | 6            | 0            | 0            | 0            | 0            | 18           | 13º          |
| 2008     | Formula Renault 2.0 NEC                           | Motopark Academy                 | 16           | 1            | 1            | 1            | 10           | 280          | 2º           |
| 2009     | Eurocup Formula Renault 2.0                       | Motopark Academy                 | 14           | 3            | 2            | 3            | 9            | 128          | 3º           |
| 2009     | Formula Renault 2.0 NEC                           | Motopark Academy                 | 14           | 9            | 4            | 7            | 11           | 361          | 1º           |
| 2010     | Formula 1                                         | Force India                      | Collaudatore | Collaudatore | Collaudatore | Collaudatore | Collaudatore | Collaudatore | Collaudatore |
| 2010     | F3 Euro Series                                    | Motopark Academy                 | 18           | 3            | 0            | 1            | 4            | 40           | 7º           |
| 2010     | Masters di Formula 3                              | Motopark Academy                 | 1            | 0            | 0            | 0            | 0            | N.A.         | 18º          |
| 2010     | GP3 Series                                        | Carlin                           | 4            | 0            | 0            | 0            | 0            | 3            | 26º          |
| 2010     | Gran Premio di Macao                              | Carlin                           | 1            | 0            | 0            | 0            | 0            | N.A.         | 6º           |
| 2011     | Finali GP2                                        | Ocean Racing Technology          | 2            | 0            | 0            | 0            | 0            | 2            | 9º           |
| 2011     | GP3 Series                                        | Status Grand Prix                | 16           | 1            | 0            | 0            | 1            | 16           | 13º          |
| 2011     | F3 britannica                                     | Hitech Racing                    | 6            | 0            | 0            | 1            | 3            | 51           | 13º          |
| 2011     | Gran Premio di Macao                              | Hitech Racing                    | 1            | 0            | 0            | 0            | 0            | N.A.         | DNF          |
| 2012     | Formula 1                                         | Red Bull Racing                  | Collaudatore | Collaudatore | Collaudatore | Collaudatore | Collaudatore | Collaudatore | Collaudatore |
| 2012     | Formula Renault 3.5 Series                        | Arden Caterham                   | 12           | 4            | 0            | 2            | 6            | 166          | 4º           |
| 2012     | GP3 Series                                        | Carlin                           | 16           | 3            | 1            | 6            | 6            | 132          | 3º           |
| 2012     | MotorSport Vision Formula Three Cup               | Carlin                           | 2            | 2            | 1            | 2            | 2            | N.A.         | N.C.†        |
| 2012     | Gran Premio di Macao                              | Carlin                           | 1            | 1            | 1            | 1            | 1            | N.A.         | 1º           |
| 2013     | Formula Renault 3.5 Series                        | Arden Caterham                   | 17           | 3            | 1            | 2            | 6            | 172          | 3º           |
| 2014     | DTM                                               | BMW Team MTEK                    | 10           | 0            | 0            | 0            | 0            | 6            | 21º          |
| 2014–15  | Formula E                                         | Team Aguri                       | 8            | 1            | 0            | 0            | 1            | 51           | 8º           |
| 2015     | DTM                                               | BMW Team Schnitzer               | 18           | 1            | 1            | 1            | 3            | 79           | 11º          |
| 2015     | Stock Car Brasil                                  | Full Time Sports                 | 1            | 0            | 0            | 0            | 1            | 0            | N.C.†        |
| 2015–16  | Formula E                                         | Team Aguri                       | 9            | 0            | 0            | 0            | 0            | 28           | 13º          |
| 2016     | DTM                                               | BMW Team Schnitzer               | 18           | 0            | 2            | 1            | 1            | 43           | 17º          |
| 2016     | ADAC GT Masters                                   | Schubert Motorsport              | 2            | 0            | 0            | 0            | 0            | 0            | N.C.         |
| 2016     | Stock Car Brasil                                  | Full Time Sports                 | 1            | 0            | 0            | 0            | 1            | 0            | NC†          |
| 2016     | Gran Premio di Macao                              | Carlin                           | 1            | 1            | 1            | 0            | 1            | N.A.         | 1º           |
| 2016–17  | Formula E                                         | Amlin Andretti                   | 12           | 0            | 0            | 0            | 0            | 10           | 20º          |
| 2017     | Blancpain GT Series Sprint Cup                    | Rowe Racing                      | 6            | 0            | 0            | 1            | 0            | 2            | 26º          |
| 2017     | International GT Open                             | BMW Team Teo Martín              | 6            | 1            | 1            | 0            | 2            | 41           | 12º          |
| 2017     | Stock Car Brasil                                  | HERO Motorsport                  | 2            | 0            | 0            | 0            | 1            | 0            | N.C.†        |
| 2017–18  | Formula E                                         | MS&AD Andretti                   | 12           | 0            | 0            | 0            | 0            | 20           | 15º          |
| 2018     | Campionato IMSA WeatherTech SportsCar - Prototype | Jackie Chan DCR JOTA             | 1            | 0            | 0            | 0            | 0            | 26           | 51º          |
| 2018     | 24 Ore di Le Mans - LMGTE Pro                     | BMW Team MTEK                    | 1            | 0            | 0            | 0            | 0            | N/A          | DNF          |
| 2018     | Stock Car Brasil                                  | HERO Motorsport II               | 1            | 0            | 0            | 1            | 1            | 0            | NC†          |
| 2018–19  | Formula E                                         | BMW i Andretti Motorsport        | 13           | 1            | 1            | 0            | 4            | 99           | 6º           |
| 2018–19  | Campionato del mondo endurance - LMGTE Pro        | BMW Team MTEK                    | 8            | 0            | 0            | 1            | 1            | 61           | 10º          |
| 2019     | 24 Ore di Le Mans - LMGTE Pro                     | BMW Team MTEK                    | 1            | 0            | 0            | 0            | 0            | N/A          | 10º          |
| 2019-20  | Formula E                                         | Techeetah                        | 11           | 3            | 1            | 2            | 6            | 158          | 1º           |
| 2019-20  | Campionato del mondo endurance - LMP2             | Jota Sport                       | 8            | 1            | 0            | 2            | 5            | 152          | 3º           |
| 2020     | 24 Ore di Le Mans - LMP2                          | Jota Sport                       | 1            | 0            | 0            | 0            | 1            | N/A          | 2º           |
| 2020-21  | Formula E                                         | Techeetah                        | 15           | 1            | 2            | 1            | 3            | 86           | 8º           |
| 2021     | Campionato del mondo endurance - LMP2             | Jota Sport                       | 6            | 1            | 1            | 0            | 4            | 123          | 3º           |
| 2021     | 24 Ore di Le Mans - LMP2                          | Jota Sport                       | 1            | 0            | 0            | 0            | 0            | N/A          | 8º           |
| 2021     | Stock Car Brasil                                  | Eurofarma RC                     | 2            | 1            | 0            | 0            | 1            | N/A          | NC†          |
| 2021–22  | Formula E                                         | DS Techeetah                     | 16           | 1            | 2            | 0            | 2            | 122          | 8º           |
| 2022     | Campionato del mondo endurance - LMP2             | Jota Sport                       | 6            | 1            | 2            | 1            | 5            | 137          | 1º           |
| 2022     | 24 Ore di Le Mans - LMP2                          | 1                                | 1            | 0            | 0            | 1            | N/A          | 1º           |              |
| 2022–23  | Formula E                                         | TAG Heuer Porsche Formula E Team | 16           | 1            | 0            | 0            | 3            | 93           | 9º           |
| 2023     | Campionato del mondo endurance - Hypercar         | Hertz Team Jota                  | 5            | 0            | 0            | 0            | 0            | 38           | 9º           |
| 2023     | Campionato del mondo endurance - LMP2             | Hertz Team Jota                  | 1            | 0            | 0            | 0            | 0            | 0            | NC†          |
| 2023     | 24 Ore di Le Mans - Hypercar                      | Hertz Team Jota                  | 1            | 0            | 0            | 0            | 0            | N/A          | 13º          |
| 2023–24  | Formula E                                         | TAG Heuer Porsche Formula E Team | 16           | 4            | 0            | 1            | 4            | 134          | 6º           |

† In quanto pilota ospite, non ha avuto diritto a segnare punti.
* Stagione in corso.

### Formula 3
| Anno | Squadra          | Vettura          | Motore     | 1       | 2       | 3       | 4       | 5       | 6         | 7       | 8         | 9       | 10      | 11      | 12      | 13      | 14      | 15      | 16        | 17      | 18      | Punti | Pos |
| ---- | ---------------- | ---------------- | ---------- | ------- | ------- | ------- | ------- | ------- | --------- | ------- | --------- | ------- | ------- | ------- | ------- | ------- | ------- | ------- | --------- | ------- | ------- | ----- | --- |
| 2010 | Motopark Academy | Dallara F308/098 | Volkswagen | LEC 1 8 | LEC 2 8 | HOC 1 7 | HOC 2 9 | VAL 1 6 | VAL 2 Rit | NOR 1 7 | NOR 2 Rit | NÜR 1 7 | NÜR 2 1 | ZAN 1 8 | ZAN 2 1 | BRH 1 8 | BRH 2 1 | OSC 1 3 | OSC 2 Rit | HOC 1 9 | HOC 2 4 | 40    | 7º  |

### Risultati in GP3
| Stagione | Squadra           | 1          | 2         | 3          | 4          | 5           | 6           | 7          | 8         | 9           | 10          | 11         | 12         | 13          | 14         | 15         | 16        | Punti | Pos |
| -------- | ----------------- | ---------- | --------- | ---------- | ---------- | ----------- | ----------- | ---------- | --------- | ----------- | ----------- | ---------- | ---------- | ----------- | ---------- | ---------- | --------- | ----- | --- |
| 2010     | Carlin            | CAT FEA    | CAT SPR   | IST FEA    | IST SPR    | VAL FEA     | VAL SPR     | SIL FEA    | SIL SPR   | HOC FEA     | HOC SPR     | HUN FEA 6  | HUN SPR 17 | SPA FEA Rit | SPA SPR 12 | MNZ FEA    | MNZ SPR   | 3     | 26º |
| 2011     | Status Grand Prix | IST FEA 5  | IST SPR 4 | CAT FEA 12 | CAT SPR 17 | VAL FEA Rit | VAL SPR 20† | SIL FEA 19 | SIL SPR 9 | NÜR FEA 28  | NÜR SPR Rit | HUN FEA 11 | HUN SPR 6  | SPA FEA Rit | SPA SPR 11 | MNZ FEA 7  | MNZ SPR 1 | 16    | 13º |
| 2012     | Carlin            | CAT FEA 14 | CAT SPR 7 | MON FEA 7  | MON SPR 2  | VAL FEA Rit | VAL SPR 8   | SIL FEA 1  | SIL SPR 6 | HOC FEA Rit | HOC SPR Rit | HUN FEA 1  | HUN SPR 1  | SPA FEA 2‡  | SPA SPR 2  | MNZ FEA 15 | MNZ SPR 5 | 132   | 3º  |

‡ Metà punteggio assegnato perché è stato percorso meno del 75% della distanza di gara.

### Risultati in Formula E
| Stagione | Team                      | Vettura                  | 1                   | 2            | 3           | 4                                               | 5       | 6       | 7       | 8       | 9       | 10      | 11      | 12     | 13       | 14     | 15       | 16     | Punti | Pos. |
| --- | ------------------------- | ------------------------ | ------------------- | ------------ | ----------- | ----------------------------------------------- | ------- | ------- | ------- | ------- | ------- | ------- | ------- | ------ | -------- | ------ | -------- | ------ | ----- | ---- |
| 2014-15 | Amlin Aguri               | Spark-Renault SRT_01E    | PEC                 | PUT 8        | PDE Rit     | BNA 1                                           | MIA 6   | LBH 7   | MON 10  | BER 11  | MOS 7   | LON     | LON     |        |          |        |          |        | 51    | 8º   |
| 2015-16 | Team Aguri                | Spark-Renault SRT_01E    | PEC Rit             | PUT 6        | PDE 6       | BNA Rit                                         | MEX Rit | LHB Rit | PAR 8   | BER     | LON 6   | LON 11  |         |        |          |        |          |        | 28    | 13º  |
| 2016-17 | Amlin Andretti            | Spark-Andretti ATEC-02   | HKG 5               | MAR Rit      | BNA 11      | MEX Rit                                         | MON 11  | PAR Rit | BER 17  | BER 11  | NYC 12  | NYC 15  | MTR 14  | MTR 15 |          |        |          |        | 10    | 20º  |
| 2017-18 | MS&AD Andretti            | Spark-Andretti ATEC-03   | HKG 6               | HKG 11       | MAR 14      | SAN 9                                           | MEX 7   | PDE 11  | ROM 11  | PAR Rit | BER 15  | ZUR 8   | NYC 11  | NYC 15 |          |        |          |        | 20    | 15º  |
| 2018-19 | BMW i Andretti Motorsport | Spark-BMW iFE.18         | DIR 1               | MAR Rit      | SAN Rit     | MEX 2                                           | HKG 10  | SAY 3   | ROM 9   | PAR 7   | MON SQ  | BER 4   | BRN 12  | NYC 3  | NYC 9    |        |          |        | 99    | 6º   |
| 2019-20 | DS Techeetah              | Spark-DS E-Tense 20      | DIR 14              | DIR 10G      | SAN 2       | MEX 2                                           | MAR 1   | BER 1G  | BER 1*  | BER 4*  | BER 2*  | BER NC  | BER 8*  |        |          |        |          |        | 160   | 1°   |
| 2020-21 | DS Techeetah              | Spark-DS E-Tense 20      | DIR 11*             | DIR 3*       | ROM Rit*    | ROM 7*                                          | VAL SQ  | VAL 22* | MON 1*  | PUE 6   | PUE Rit | NYC 12* | NYC 3*  | LON 8* | LON Rit* | BER 7* | BER Rit* |        | 86    | 8°   |
| 2021-22 | DS Techeetah              | Spark-DS E-Tense FE21    | DIR Rit             | DIR 12       | MEX 4       | ROM 6                                           | ROM 14* | MON 5   | BER 8   | BER 6   | GIA 4   | MAR 2   | NYC Rit | NYC 1  | LON 7    | LON 5  | SEO 9    | SEO 12 | 121   | 8°   |
| 2022-23 | Porsche Formula E Team    | Spark-Porsche99XElectric | MEX 7               | DIR 18       | DIR 12      | HYD 3                                           | CAP 1   | SAP 4   | BER Rit | BER 5   | MON 16  | GIA 8   | GIA 7   | POR 3  | ROM Rit  | ROM 12 | LON 16   | LON 16 | 93    | 9º   |
| 2023-24 | Porsche Formula E Team    | Porsche99XElectric       | MEX Rit             | DIR 16       | DIR 14      | SAP 6                                           | TOK 4   | MIS SQ  | MIS 17  | MON 7   | BER 6   | BER 1   | SHA 18  | SHA 1  | POR 1    | POR 1  | LON Rit  | LON 13 | 134   | 6º   |
| 2024-25 | Porsche Formula E Team    | Spark-Porsche99XElectric | SAP 2               | MEX 2        | JED 9       | JED Rit                                         | MIA 3   | MON Rit | MON 4   | TOK     | TOK     | SHA     | SHA     | GIA    | BER      | BER    | LON      | LON    | 67*   |      |
| \| Legenda \| 1º posto \| 2º posto \| 3º posto \| A punti \| Senza punti \| Grassetto=Pole position Corsivo=Giro più veloce \| \| Legenda \| Solo prove/Terzo pilota \| Non qualificato \| Ritirato/Non class. \| Squalificato \| Non partito \| Grassetto=Pole position Corsivo=Giro più veloce \| |                           |                          |                     |              |             |                                                 |         |         |         |         |         |         |         |        |          |        |          |        |       |      |
| Legenda | 1º posto                  | 2º posto                 | 3º posto            | A punti      | Senza punti | Grassetto=Pole position Corsivo=Giro più veloce |         |         |         |         |         |         |         |        |          |        |          |        |       |      |
| Legenda | Solo prove/Terzo pilota   | Non qualificato          | Ritirato/Non class. | Squalificato | Non partito | Grassetto=Pole position Corsivo=Giro più veloce |         |         |         |         |         |         |         |        |          |        |          |        |       |      |

- G: Pilota col giro più veloce nel gruppo di qualifica.
- *: Fanboost

### Campionato del mondo endurance
| Anno    | Squadra         | Classe    | Vettura         | SPA | LMS | SIL | FUJ | SHA | SEB | SPA | LMS | Punti | Pos. |
| ------- | --------------- | --------- | --------------- | --- | --- | --- | --- | --- | --- | --- | --- | ----- | ---- |
| 2018-19 | BMW Team MTEK   | LMGTE Pro | BMW M8 GTE      | 5   | Rit | Rit | 2   | 10  | 7   | 4   | 6   | 61    | 10°  |
| Anno    | Squadra         | Classe    | Vettura         | SIL | FUJ | SHA | BHR | COA | SPA | LMS | BHR | Punti | Pos. |
| 2019-20 | Jota Sport      | LMP2      | Oreca 07-Gibson | 5   | DSQ | 1   | 2   | 3   | 4   | 2   | 2   | 152   | 3°   |
| Anno    | Squadra         | Classe    | Vettura         | SPA | ALG | MON | LMS | BHR | BHR |     |     | Punti | Pos. |
| 2021    | Jota Sport      | LMP2      | Oreca 07-Gibson | 2   | 1   | Rit | 4   | 3   | 3   |     |     | 123   | 3°   |
| Anno    | Squadra         | Classe    | Vettura         | SEB | SPA | LMS | MON | FUJ | BHR |     |     | Punti | Pos. |
| 2022    | Jota Sport      | LMP2      | Oreca 07-Gibson | 6   | 3   | 1   | 2   | 2   | 3   |     |     | 137   | 1°   |
| Anno    | Squadra         | Classe    | Vettura         | SEB | ALG | SPA | LMS | MON | FUJ | BHR |     | Punti | Pos. |
| 2023    | Hertz Team Jota | LMP2      | Oreca 07-Gibson |     | 5   |     |     |     |     |     |     | -     | NC   |
| 2023    | Hertz Team Jota | Hypercar  | Porsche 963     |     |     | 6   | 10  | 9   | 6   | 4   |     | 38    | 9°   |
| Legenda |                 |           |                 |     |     |     |     |     |     |     |     |       |      |

### Risultati 24 Ore di Le Mans
| Anno | Team            | Co-Pilota                           | Auto            | Classe   | Giri | Pos. | Class Pos. |
| ---- | --------------- | ----------------------------------- | --------------- | -------- | ---- | ---- | ---------- |
| 2018 | BMW Team MTEK   | Alexander Sims Augusto Farfus       | BMW M8 GTE      | GTE Pro  | 223  | DNF  | DNF        |
| 2019 | BMW Team MTEK   | Augusto Farfus Jesse Krohn          | BMW M8 GTE      | GTE Pro  | 335  | 30°  | 10°        |
| 2020 | Jota Sport      | Anthony Davidson Roberto González   | Oreca 07-Gibson | LMP2     | 370  | 6°   | 2°         |
| 2021 | Jota            | Anthony Davidson Roberto González   | Oreca 07-Gibson | LMP2     | 358  | 13°  | 8°         |
| 2022 | Jota            | Will Stevens Roberto González       | Oreca 07-Gibson | LMP2     | 369  | 5°   | 1°         |
| 2023 | Hertz Team Jota | Ye Yifei Will Stevens               | Porsche 963     | Hypercar | 244  | 40º  | 13º        |
| 2025 | AF Corse        | François Perrodo Matthieu Vaxivière | Oreca 07        | LMP2     | 364  | 26º  | 9º         |